# Kalendarium historii Sierpca
Sierpc – zwany także w latach 1065–1155 Seprch, notowany w dokumentach jako Seprcz, Syeprcz, Seprcze, Szeprcz, Scheprcz, Szyeprcz, Syeprzcz, Syeprscz, Sieprcz – miasto nad rzeką Sierpienicą, położone 34 km na północ od Płocka.

## Charakter miasta, przynależność kościelno-administracyjna
- 1065-1155 – Sierpc występuje jako gród[2].
- 1375 – pisze się o parafii w Sierpcu[3].
- 1437 – występuje w dokumentach jako miasto Sierpc[4].
- 1439 – był to distictus płocki[5].
- 1471 – ziemia płocka[6].
- 1506 – dekanat sierpecki.
- 1542 – Sierpc zostaje stolicą powiatu[7].
- 1578 – Sierpc przynależał do powiatu sierpeckiego, parafii Sierpc[8].

## Granice ich przebieg, obiekty topograficzne
- 1497 – opisano folusz w Sierpcu na rzece Sierpienicy[9].
- 1509 – mieszczanie łomżyńscy wracając z Gniezna przebywają lasy sierpeckie między Sierpcem i Radzanowem[10].
- 1542 – opisano gościniec rozdzielający powiat sierpecki od powiatu radzanowskiego biegnie od miasta Drobina do miasta Bieżuń[7].
- 1549 – granicę wyznacza płosa w Białoskórach od drogi sierpeckiej do granic Białyszewa[11].
- 1572 – płosa w Mańkowie od drogi idącej do miasta Sierpc aż do miejsca zwany smug, na zewnątrz fosy[12], płosa w Żukach od drogi sierpeckiej w miejscu zwany Ryk do granic Żabickich w dobrach Żuki[13], zagony w Kurówku od granic Lisic do gościńca sierpeckiego[14].
- 1575 – pole w Żabikach od drogi sierpeckiej do granic Żółtowa – Myszewa[15].
- 1581 – pole zwane Górki w Smoszewie od gościńca sierpeckiego do granic Myszewa obok drogi myszewskiej-kościelnej, pole zwane Górki w Smoszewie od gościńca sierpeckiego aż do drogi romatowskiej, płosa w Smoszewie od granic Kozic do gościńca sierpeckiego[16].
- 1594 – granica biegnie przez pole w Kęsicach pod Grąbcem, poprzez które w miejscu zwanym Kępa przechodzi gościniec sierpecki[17], w Mańkowie w polu pod Chabowem płosa od drogi wiodącej do miasta Sierpc do pola zwanego Górki[18].
- 1595 – siedlisko w Gródkowie Sędzicowym od granic Dziembakowa do gościńca sierpeckiego[19].
- 1596 – ogród w Gródkowie Sędzicowym od gościńca wiodącego z Gródkowa do Sierpca[20], przez przecz w Czachowie biegnie gościniec z Płocka do miasta Sierpc[21], w Krajewicach Małych zagon od drogi sierpeckiej do granicy krajewskiej[22], w polu pod Kurowem płosy obok drogi sierpeckiej[23].

## Własność miasta- kalendarium wydarzeń, przywileje ekonomiczne
Początkowo własność książęca, następnie duchowna (data i fakt nieustalone), następnie ponownie szlachecka,

W latach 1065–1155 gród Sierpc wymieniony jest w rzekomym nadaniu Bolesława Śmiałego dla klasztoru benedyktynów w Mogilnie.
I Lokacja miasta
- 1322 – książę Wacław dokonał z biskupem płockim zamiany pewnych wsi i gruntów w celu rozbudowy miasta Płocka, oddając mu w zamian między innymi wieś Sierpc z prawem zbudowania w Sierpcu zamku i lokowania miasta na prawie średzkim[25][26].
- 1350 – biskup płocki rozsądza spór między Janem z Łysakowa kasztelan sierpeckim a Wojciechem, Pawłem i Borzysławem, jego bratankami, o prawo patronatu kościoła parafialnego w Bonisławiu,
- 1369-1399 – Jaśko zwany Pylik dziedzic z Sierpca, syn Andrzeja herbu Rogala, starosta ryczywolski, w roku 1375 podstoli gostyński, tenże w roku 1380 odbył pielgrzymkę do Composteli, po roku 1389 był wojewodą czerskim, poległ w bitwie nad Worsklą[27].
- 1375 – książę Siemowit IV nadaje młyn w Sierpcu discriktus Teodorykowi na zasadzie obopólnych powinności[28].
- 1389 – znany jest Jakub z Sierpca kanonik płocki[29].
- 1402 – występuje Marcin z Sierpca[30].
- 1435 – Małgorzata wdowa po Sasinie z Sierpca z córką Anną procesują się z Andrzejem z Zakrzewa i jego braćmi Mikołajem z Brzozowa i Piotrem z Gulczewa[31], Mikołaj z Niedarzyna był kasztelan sierpeckim[32].
- 1437 – Andrzej z Zakrzewa kanclerz płocki posiada 1/2 miasta Sierpc z młynem, na dobrach tych zabezpiecza Piotrowi z Gulczewa 200 kop groszy[33].
- 1439 – Małgorzata wdowa po Sasinie kwituje stryjów: Andrzeja z Zakrzewa [Kościelnego] kanclerza płockiego, Mikołaja z Brzozowa pkom. gostyńskiego i Piotra z Gulczewa z zadośćuczynienia za dobra dziedziczone, zrzekając się na ich rzecz ojcowizny w Sierpcu, Dąbrówkach, Śniedzanowie[34], to samo czyni Anna córka Sasina, która otrzymawszy 1000 grzywien krakowskich posagu, pokwitowanych przez teścia Jana Głowacza herbu Nałęcz z Leżenic z województwa mazowieckiego, zrzeka się na rzecz wzmiankowanych stryjów wsi Blizne i Szczutowo w ziemi dobrzańskiej[35].
- 1443 – Mikołaj z Sierpca sprzedaje 2 1/2 włóki i 1 włókę wójtostwa w Rostkach[36].
- 1445 – Anna żona Dominika z Gniewkowa i Małgorzata żona Andrzeja z Sierpca, córki Dobrogosta z Worowic (a więc siostry), kwitują brata Jana z Worowic z zadośćuczynienia za wszystkie dobra[37].
- 1447 – w podziale dóbr dziedzicznych między braćmi, Andrzejem z Zakrzewa kanclerzem płocki i Piotrem z Gulczewa, Andrzej otrzymuje 1/2 m. S. i wieś Śniedzanowo po śmierci Sasina i 500 kóp groszy w półgroszach za wieś Dziarnowo po śmierci Aleksandra, a Piotr otrzymuje 1/2 miasta Sierpc z dworem, wieś Dąbrówki po śmierci Sasina i m. Bieżuń z wsiami Seroki, Obrąb, Dąbrówki, Strzeszewo, Zimolza po śmierci Aleksandra, Andrzej zwany Szczubioł, szwagier wymienionych, upomina się o 150 kóp groszy posagu po bratanicy tychże, Katarzynie[38].
- 1455 – Anna żona urodzonego Sędziwoja z Leżenic kwituje stryjów Andrzeja i Piotra ze Sierpca za dobra po stryju Aleksandrze[39].
- 1458 – Andrzej kanclerz płocki i Piotr, dziedzice Sierpca, procesują się z Pietrzykiem z Bobrowa[40].
- 1469 (około) – księżna Anna reguluje rachunki z Mikołajem Drużbicem z Zastowa (wojskim warczowskim)po jego powrocie ze Śląska, sumy pożyczone przez Drużbica były zabezpieczone na Sierpcu[41].
- 1470 – Zuzanna córka zmarłego Andrzeja z Zakrzewa kanclerza płocki, żona Jana Żernickiego, sprzedaje bratu stryjecznemu Andrzejowi z Gulczewa swój posag, zabezpieczony na 1/4 miasta Sierpca, 1/4 wsi Wielkie i Małe Włóki, 1/2 wsi Kisielewo, Śniedzanowo i dwóch wsiach Okalewo[42].
- 1471 – taż sama Zuzanna kwituje tegoż brata stryjecznego z zadośćuczynienia za 1/4 miasta Sierpc i za wsie Kisielewo, Śniedzanowo i dwa Okalewa[43], znany jest z tego roku Mikołaj syn Jana z Sierpca student Uniwersytetu Krakowskiego,
- 1475 – Katarzyna córka Andrzeja z Zakrzewa kanclerza płockiego, żona Mikołaja z Oporowa kasztelan kruszwickiego, oddaje bratu stryjecznemu Andrzejowi z Gulczewa 1/4 miasta Sierpc w zamian za 1/2 wsi Kisielewo, Śniedzanowo i Okalewo[44].
- 1484 – książę Janusz II pożycza z sum ofiarowanych na erekcję kaplicy Wniebowzięcia NMP w Sierpcu 180 kóp groszy w półgroszach, 185 kop groszy w szelągach oraz 224 floreny węgierskie, zabezpieczając pożyczkę na przewozie w Płocku[45], tenże książę pożycza z sum ofiarowanych na erekcję kaplicy Wniebowzięcia NMP w Sierpcu 500 kóp groszy zabezpieczając faktorom tej kaplicy, Dziersławowi z Karnic scholastykowi płocki, Jakubowi z Łaszewa podkomorzemu płockiemu i Feliksowi z Gulczewa rzeczoną sumę na wsiach książęcych Biała i Dziarnowo[46].
- 1486-1518 – urodzony Feliks z Gulczewa współwłaściciel miasta Sierpc, jest tenutariuszem Nowej Wsi, podkomorzym płockim, patronem kościoła parafialnego w Sierpcu[47].
- 1488 – urodzeni Feliks i Prokop, bracia, synowie Andrzeja z Gulczewa, dziedzice Sierpca zawierają ugodę z Bobrowskimi w sprawie kaplicy, czyli kościoła zbudowanego i erygowanego przez Sierpeckich w Bobrowie, pod wezwaniem Wniebowzięcia NMP, którego budowa naraziła Bobrowskich na stratę do 2000 florenów Feliks i Prokop mają mieć od strony Bobrowskich spokój, lecz ciż ostatni mają mieć prawo wolnego pochówka w tymże kościele, podobnie jak w kościele Św. Wita w Sierpcu, poza tym Feliks i Prokop zapłacą Bobrowskim 40 kóp groszy w ciągu 1 roku, a granice między dobrami w Sierpcu i Bobrowie mają być zachowane według dawnych układów[48].
- 1489 – książę Janusz II nadaje Feliksowi i Prokopowi z Gulczewa prawo do jarmarków w Sierpcu, co rok na Św. Łucję,
- 1497 – król Jan I Olbracht daje Stanisławowi Rościszewskiemu skonfiskowane dobra między innymi Wojciecha prepozyta Św. Ducha w Sierpcu[49], Feliks podkomorzy płocki i Prokop, bracia, dziedzice z Sierpca, uzyskują odnowienie przywileju z roku 1375 na młyn wodny[50], szlachcic Jakub ze Studzieńca jest świadkiem dziedziców Sierpca w sprawie o młyn tamże[50].
- 1509 – Feliks Sierpski z Gulczewa podkomorzy płocki zabezpiecza żonie Zofii, córce zmarłego Jana z Oporowa wojewody brzeskiego, 3000 florenów węgierskich tytułem wiana na połowie swych dóbr w ziemiach płocki, dobrzyńskiej i gostyńskiej[51].
- 1509 – (zmarły w 1514) Prokop z Gulczewa i Sierpca był starostą i chorążym płockim, po jego śmierci wdowa Elżbieta trzyma starostwo płockie[52].
- 1515-1529 – Jan Sierpski z Gulczewa jest kanonikiem płockim[53].
- 1518 – król Zygmunt I oddaje w zastaw Wawrzyńcowi Prażmowskiemu kasztelan zakroczymskiemu między innymi cło ziemskie w Sierpcu[54], król Zygmunt potwierdza Elżbiecie Sierpskiej z Gaju posiadanie między innymi cła ziemskiego w S.[55]
- 1518 – (zmarły w 1572) Andrzej Sierpski z Gulczewa podkomorzy płocki, w roku 1544 był wojewodą rawskim, w latach 1554–1572 starostą płockim, w roku 1565 starostą pyzdrskim[56].
- 1531 – zapłacono pierwszą ratę szosu – 48 florenów, przed zapłaceniem drugiej raty miasto zostało spalone i skutkiem tego zwolnione przez króla z opłat.

## Lokacja na prawie niemieckim, lokacja druga
- 1322 – miała miejsce lokacja na prawie średzkim po czym w roku 1356 król Kazimierz nadaje Sierpcowi po spaleniu, prawo magdeburskie,
- 1389 – świeccy dziedzice części Sierpca uzyskują od króla Władysława Jagiełły przywilej na prawie niemieckim[57].

Mieszczanie, ich przywileje i wydarzenia
- 1427 – książę Trojden II prosi Wielkiego Mistrza Zakonu Niemieckiego o zarządzenie zwrotu długu zaciągniętego u mieszczan Szymona z Płocka i Janusza Rogali z S. przez Grzegorza z Nowego Miasta, za którego poręczył Florian z Grudziądza[58].
- 1430 – znani są z dokumentów Jan i Michał rajcy w Sierpcu,
- 1450 – książę Włodzisław I nadaje miastu Sierpc prawo odbywania corocznych jarmarków na Św. Wita[59].
- 1471 – książę Kazimierz III rozszerza urodzonemu Andrzejowi z Gulczewa prawo wolnego handlu dla mieszczan w Sierpcu[60].
- 1472 – Jakub z Sierpca z synem Mikołajem, młynarze z Sierpca, sprzedają młyn na rzece Skrwie we wsi biskupiej Biskupice Marcinowi Noochowi tkaczowi mieszczaninowi płockiemu za 26 kóp groszy[61].
- 1484 – znany jest uczeń Wawrzyniec kołodziej mieszczanin Sierpca[62].
- 1488 – uczciwi Jan Sowik i Mikołaj Cegła z Sierpca skazani przez biskupa płockiego na zapłacenie 4 beczek miodu i 2 beczek soli uczciwemu Stanisławowi Wierzchowicowi z Sierpca (Episcopalia księgi sądów biskupich. 10, 569),
- 1489 – książę Janusz II nadał Feliksowi i Prokopowi z Gulczewa prawo do jarmarków w Sierpcu, co rok na św. Łucję (Księgi Metryki Mazowieckiej (posiadające wspólną z księgami Metryki Koronnej sygnaturę 6, 219a)),
- 1495 – uczciwi Tomasz Kapinos i Jurga, mieszczanie sierpeccy[63].
- 1496 – Jakub prepozyt Szpitala Św. Ducha, Tomasz Kapinos, Jerzy Jurga, wszyscy z Sierpca, wystąpili jako wykonawcy testamentu zmarłego Mikołaja z Orszymowa lektora z Sierpca[64].
- 1496 – rajcy miasta Sierpc skazali na wygnanie niewiastę żyjącą z Błażejem mansjonarzem w kościele NMP ([65].
- 1496-1499 – burmistrzem w Sierpcu był Stefan[66].
- 1509 – na prośbę Feliksa Sierpskiego podkomorzego płockiego król Zygmunt I zezwala sukiennikom miasta Sierpc wyrabiać sukno o takiej szerokości i długości, jak w mieście Płocku, i kłaść na sukno cechę z literą Sierpc z koroną u góry a lwem u spodu, i postawy z tym znakiem w całym kraju swobodnie sprzedawać[67].
- W roku 1515 ławnikiem jest krawiec z Sierpca (Księga ławników nr 503).
- 1517 – Paweł Karcz jest burmistrzem Sierpca, Mikołaj Kurek, Szczepan Naważymasło, Maciej Wełna – rajcami miasta Sierpc[68].

## Kościół i parafia
Od roku 1375 Sierpc posiada własną parafię.
- 1381 – istnieje zapis o plebanie w Sierpcu[69].
- 1430 – znany jest Paweł nauczyciel szkoły parafialnej w Sierpcu[70].
- 1449 – Mikołaj Durmak rektor szkoły parafialnej w Sierpcu z Jakubem Szolną z Sierpca i z Białoskórskim zabili Jakuba Gidnika z Płocka, co odnotowano w sądowych księgach biskupich[71].
- 1484 – Dziersław z Karnic doktor obojga praw, scholastyk płocki i kanonik krakowski oraz Rafał opat czerw. zostają wysłani dla sprawdzenia cudów i znaków w mieście Sierpc[72], kapituła płocki ustanawia, gdzie ma być wybudowany nowy kościół w Sierpcu (ibidem), biskup płocki rozstrzyga spór między Janem Parzniewskim plebanem kościoła parafii w Sierpcu z jednej a rajcami miasta Sierpca witrykami tegoż kościoła z drugiej strony, w sprawie przeznaczenia ofiar z ołtarza Św. Krzyża: połowa tychże ofiar ma być przeznaczona na reperację kościoła parafialnego, druga połowa na budowę nowego kościoła[73].
- 1487 – kapituła płocka rozporządza w sprawie darowanych rzeczy i pieniędzy na kaplicę Wniebowzięcia NMP w Sierpcu[74].
- 1488 – Jan z Parzniewa proboszcz parafii Św. Wita w Sierpcu oświadczył, że biskup płocki wydał przywilej dla 6 mansjonarzy, których osadzono w Sierpcu, wyznaczając im siedliska na budowę domów i ogrody w miejscu zalesionym i bagnistym, przy kościele Wniebowzięcia NMP, zbudowanym w 1483 ze składek dla pomieszczenia cudownie zjawionego obrazu Matki Boskiej[75].
- 1489 – kapituła płocka poleca podjąć 100 kóp groszy z pieniędzy przeznaczonych na kościółek Wniebowzięcia NMP na budowę kościoła katedralnego w Płocku[76].
- 1497 – Feliks i Prokop, bracia dziedzice z Sierpcu, dają 2 włóki w Wielkich Włókach na uposażenie kościoła Wniebowzięcia NMP[77].
- 1498 – król Jan Olbracht przenosi zapis sum pożyczonych z funduszów kościoła Wniebowzięcia NMP w Sierpcu, zabezpieczonych na Dziarnowie, Białej i przewozie płocki, na Nową Wieś (wieś królewska-tenuta) w powiecie mławskim[78].
- 1516 – pleban w Sierpcach patronem i kolatorem mansjonarzy kościoła Wniebowzięcia NMP w Sierpcu[79].

## Wydarzenia historyczne i losowe
1356 – Sierpc uległ spaleniu.
1531 – król Zygmunt I zwalnia miasto Sierpc od wszelkich świadczeń na przeciąg 8 lat, z powodu pożaru.

## Zabytki archeologiczne, architektoniczne
Prowadzono badania archeologiczne Grodziska, które leżało na prawym brzegu rzeki Sierpienicy, w jej zabagnionej dolinie. Nie zachowały się na powierzchni żadne ślady grodziska. W 1876 r. odkryto resztki fundamentów murów obronnych o nieustalonej chronologii.